# Леирија (округ)
Округ Леирија (порт. Distrito de Leiria) је један од 18 округа Португалије, смештен у њеном средишњем делу. Седиште округа је истоимени град Леирија, а значајан је и град Калдас да Реиња.

## Положај и границе округа
Округ Леирија се налази у средишњем делу Португалије и граничи се са:
- север: округ Коимбра,
- североисток: округ Гварда,
- исток: округ Сантарем,
- југ: округ Лисабон,
- запад: Атлантски океан.

## Природни услови
Рељеф: Западни део округа Леирија је приобална равница Беира уз Атлантски океан. Она је већим делом плодна и густо насељена, али је у одређеним деловима уз обалу мочварног карактера. Источни део округа је побрђе, просечне висине 300-400 метара.
Клима у округу Леирија је средоземна, с тим што на већим висинама добија нешто оштрије црте.
Воде: Западна граница округа је Атлантски океан. У округу има више малих водотока, који се уливају у Атлантски океан на западу.

## Становништво
По подацима из 2001. године на подручју округа Леирија живи око 460 хиљада становника, већином етничких Португалаца.
Густина насељености - Округ има густину насељености од преко 130 ст./км², што је осетно више од државног просека (око 105 ст./км²). Западни део округа (приобална равница) је много боље насељен него брдско подручје на истоку.

## Подела на општине
Округ Леирија је подељен на 16 општина (concelhos), које се даље деле на 148 насеља (Freguesias).
Општине у округу су:
| - Алвајазере - Алкобаша - Ансијао - Батаља - Бомбарал - Калдас да Реиња | - Кастанеира де Рера - Леирија - Мариња Гранде - Назаре - Обидос - Педрожао Гранде | - Пениче - Помбал - Порто де Мос - Фигуеиро дос Вињос |